# Éxitos (álbum de Kairo)
Éxitos es el nombre del álbum recopilatorio del grupo mexicano Kairo y fue grabado aún con los integrantes originales Paul Forat, Francisco Zorrilla y Eduardo Verástegui. Este álbum fue grabado en México y fue lanzado al mercado por Sony Music en 1997.

## Promoción
A pesar de que la mayoría de los temas de este álbum son recopilación de los éxitos de los discos Signo del tiempo y Gaudium se volvieron a grabar otros temas en versiones remix tales como «Si te vas» y «En los espejos de un café». Adicionalmente se grabó la canción «Mi querida Isabel» la cual fue tema principal de la telenovela homónima transmitida por el Canal 2 de la cadena Televisa.
La promoción de este disco se realizó en México y varios países de América Latina, teniendo una gran aceptación por parte del público durante 1997.

## Temas
1. Mi querida Isabel
2. En los espejos de un café
3. Dile que la amo
4. Libertad
5. Te recuerdo
6. Una aventura
7. Si te vas (Energy mix)
8. Ponme la multa (Fammi la multa)
9. Háblame de ti
10. Perdóname
11. Te amaré
12. Si te vas
13. En los espejos de un café (Dance Remix)
14. Dile que la amo (Energy Mix)

## Sencillos
- 1996: Mi querida Isabel
- 1996: Si te vas (Energy mix)